# بالسا (عميل البريد الإلكتروني)
بالسا (بالإنجليزية: Balsa)‏ هو عميل بريد إلكتروني خفيف الوزن مكتوبٌ بِلُغة سي لبيئة سطح مكتب جنوم.
يتضمَّن واجهة أماميَّة رسوميَّة، ويدعم امتدادات البريد المُتعدِّدة، ويدعم بشكل مباشر بروتوكولات بي أو بي3 وبروتوكول الوصول إلى رسائل الإنترنت، ومُعظم بروتوكولات تخزين البريد الإلكتروني، يحتوي على مُدقِّق إملائي ودعم مباشر لبي جي بي وجي بي جي.

## انظُر أيضًا
- مقارنة بين عملاء البريد الإلكتروني [الإنجليزية]

## روابط خارجيَّة
- الموقع الرسمي